# Cleòmenes III
Cleòmenes III (grec antic: Κλεομένης, Kleoménes, llatí: Cleomenes), fou el 31è rei agida d'Esparta. Era fill de Leònides II i de Cratesiclea. Després de la mort d'Agis IV el 240 aC, Leònides II va casar a la seva vídua Agiatis amb Cleòmenes, amb la intenció de rebre l'herència de la branca pròclida. Agiatis primer s'hi va oposar però després es va enamorar del seu marit.
Cleòmenes va formar el projecte de restablir l'antiga disciplina espartana i quan va succeir al seu pare el 235 aC va iniciar el seu projecte de reforma. En lloc de fer com Agis, que havia intentat formar un partit popular contra els èfors per redreçar l'estat i fer reformes, cosa en la que fins i tot no va obtenir el suport del seu eromenos Xenares, va intentar restablir la supremacia espartana a Grècia i restaurar la força de l'estat sota el seu lideratge, anul·lant pel seu poder el poder dels èfors; per això va optar per la guerra amb la Lliga Aquea. El cap d'aquesta Lidiàdes, antic tirà de Megalòpolis, va proposar un atac preventiu però sota consells d'Arat de Sició la proposta va ser rebutjada.
Cleòmenes va començar la seva companya ocupant Tegea, Mantinea i Orcomen, que s'havien unit feia poc a la Lliga Etòlia, que va deixar fer als espartans, ja que la lliga planejava una aliança amb Esparta i Macedònia contra la Lliga Aquea. Àrat, que abans havia ignorat a Cleòmenes, va percebre llavors el perill espartà i es va disposar a resistir el seu atac.
Al començament de l'any 227 aC, el rei, per ordre dels èfors, va ocupar la petita ciutat de Belbina i va fortificar el proper temple d'Atenes. Belbina controlava el pas de muntanya entre Esparta i Megalòpolis i ambdues ciutats reclamaven la sobirania del temple que abans havia estat espartà. Àrat va tractar de respondre ocupant a traïció Tegea i Orcomen però la conspiració interior en aquestes ciutats no va tenir èxit.
Els èfors van cridar Cleòmenes a Esparta i només sortir Àrat va conquerir Càfies, prop d'Orcomen. Els èfors van tornar a enviar a Cleòmenes que va ocupar Metídrion, i va fer també una expedició a l'Argòlida.
En aquest temps Aristòmac va succeir a Àrat com estrateg de la Lliga Aquea (maig del 227 aC) i els aqueus van declarar la guerra a Esparta; la lliga va preparar un exèrcit de vint mil homes i mil cavallers que es va trobar amb les forces de Cleòmenes prop de Pal·làntion; el rei espartà només tenia 5000 homes, però Aristòmac, per consell d'Àrat va rebutjar la batalla, ja que els espartans eren guerrers superiors. Moralment això va ser una victòria per Cleòmenes.
El maig del 226 aC Àrat va ser nomenat altra vegada estrateg de la Lliga i va enviar les seves forces en campanya contra Elis, que va demanar ajut a Esparta. Cleòmenes es va trobar amb les forces d'Àrat al peu del Mont Liceu a territori de Megalòpolis, i el va derrotar fent una gran mortaldat d'aqueus. Àrat va fugir però amb el que li va quedar d'exèrcit va ocupar Mantinea per un inesperat assalt i va canviar la seva constitució, convertint els metecs en ciutadans (així es va formar un fort partit aqueu a la ciutat).
Les victòries de Cleòmenes li havien donat prou poder per oposar-se als èfors sense que ningú se li oposés, com li havia passat a Agis. Els èfors també se'n van adonar i van aprofitar la pèrdua de Mantinea per fer la pau amb la Lliga.
Cleòmenes va buscar mesures per incrementar el seu poder que són explicades de forma diferent segons el seu panegirista Filarc, seguit per Plutarc, o segons Polibi i Pausànias, que més aviat exposen el punt de vista aqueu.
A la mort del pare, Agis IV, el seu fill infant Euridàmides va quedar en mans de la seva mare Agiatis. El germà d'Agis, Arquidam III, va fugir en un moment indeterminat cap a Messènia (Plutarc diu que en accedir Cleòmenes al tron, però Polibi diu que més tard, per por de Cleòmenes). Euridàmides va morir, segons es va dir enverinat pels èfors o bé per instigació de Cleòmenes; aquesta darrera acusació sembla infundada. Arquidam va esdevenir l'hereu legítim del tron pròclida i Cleòmenes el va convidar a retornar de l'exili, però només posar els peus a Esparta va morir assassinat. El partit aqueu va acusar del crim a Cleòmenes, però sembla més probable que va ser a instigació dels èfors que eren el més beneficiats amb aquesta mort, si bé Cleòmenes tampoc va fer res per venjar el crim. Par apaivagar els èfors els va subornar per mitjà de la seva mare Cratesiclea que es va casar amb un dels caps oligarques, i va fer algunes concessions, que li van permetre seguir la guerra.
Cleòmenes va ocupar Leuctres i va derrotar decisivament a Àrat davant les seves muralles, i Lidíades, que havia fet un impetuós atac sense rebre el suport d'Àrat, va morir en la batalla. L'actuació d'Àrat que segurament va salvar el seu exèrcit, va molestar dins la Lliga, però la va descoratjar d'emprendre res de nou i així Cleòmenes va tenir les mans lliures per, fort de la seva victòria, començar la revolució a l'hivern entre el 226 i el 225 aC.
Es va assegurar l'ajut del seu sogre Megistó, i dues o tres persones més, i va col·locar a l'exèrcit a molts dels caps oligarques, als que va enviar a lluitar i va conquerir les ciutats aquees d'Herea i Asea, va obtenir subministraments d'Orcomen, va assetjar Mantinea i en va expulsar els soldats aqueus cap a Arcàdia, i llavors, mentre l'exèrcit amb els oligarques estava ocupat, va retornar a Esparta amb una força d'addictes (mercenaris), va sorprendre els èfors i els va matar a tots menys Agesilau que es va refugiar en un temple i després Cleòmenes li va garantir la vida.
Una vegada eliminat els èfors i l'oposició, Cleòmenes ja no va trobar resistència i va proposar una nova constitució favorable al poble, per la qual s'estenia el poder dels reis, s'abolien els èfors, es restaurava la comunitat de déus, es feia un nou repartiment de la terra, i es reclutaven nous ciutadans cridant als exiliats i donant la ciutadania a molts que no hi podien accedir per no tenir propietats. També va restaurar l'antic sistema de disciplina social i militar. Un dels seus ajudants en totes les reformes fou el filòsof Esfer. Extinta la línia pròclida va agafar com a col·lega al seu germà Epíclides.
La lluita entre la Lliga Aquea i Esparta per la supremacia de Grècia (anomenada guerra de Cleòmenes per Polibi) es va reprendre i va durar tres anys (225 aC a 222 aC) i va acabar amb la batalla de Sel·làsia.
Derrotat, Cleòmenes va fugir cap Esparta, va mostrar-se oposat a sotmetre's a Antígon i finalment va embarcar a Gítion cap a Egipte on la seva mare i els seus fills ja vivien com a ostatges de Ptolemeu III Evergetes I (246 aC-222 aC), que era el seu aliat.
Però si esperava el seu suport per recuperar el poder, l'esperança es va acabar al morir Ptolemeu molt poc després. El seu successor, Ptolemeu IV Filopàtor, el va ignorar i el seu ministre Sosibi fins i tot el va empresonar acusat de conspirar contra la vida del rei. Cleòmenes es va escapar de presó i va intentar una revolta contra el rei amb els seus fidels, però con que el poble no se li va unir, es va suïcidar potser l'any 220 aC.
Al tron d'Esparta el va succeir el 222 aC el seu fill Agesípolis III que no va tenir cap poder i al saber-se la mort del pare va ser destituït pel seu col·lega Licurg (219 aC) que va esdevenir rei únic.